# Konrad Mägi
Konrad Vilhelm Mägi (1878. november 1. - 1925. augusztus 15.) észt festő és tanár, főképp tájképeiről ismert. A 20. század elejének egyik legszínesebb észt festője volt. Művei, melyek főképp Saaremaa táját mutatták be, a legelső észt tájképek voltak.

## Élete
Mägi 1888 és 1889 között az udernai iskolában tanult, majd a tartui Pelbergi iskolában. 1891-től a városi iskolában végezte tanulmányait. Alapvető művészi képzését a tartui Német Kisiparosok Társaságánál szerezte 1899 és 1902 között. Ugyanebben az időben a színház is érdekelte, valamint a hegedű és több sportág is.
Mägi 1903 és 1905 között a Szentpétervári Egyetemen folytatta művészeti tanulmányait, Alexander Stieglitz és Amandus Adamson észt festő tanítványaként. 1906-ban Finnországban járt, ott került kapcsolatba az Ifjú Észtország-mozgalommal. 1907 őszén Párizsba ment. Ott a szabadegyetemen tanult. 1908 és 1910 között Norvégiában élt. 1912-ben tért vissza Tartuba, ahol művésztanárként dolgozott.
Ålandon formás növényi díszeket készített Art Nouveau stílusban. Párizsban Mägi az impresszionizmus és a fauvizmus hatása alá került, ez későbbi színhasználatán mutatkozott meg, például ezeken a képein: Lilleline väli majakesega („Virágmező kis házzal” - 1908-1909) és
Norra maastik männiga („Norvég táj csővel” - 1910).
1918-tól az expresszionizmus lesz mérvadó a művészetében. Ekkor készül a Pühajärv („Szent tó” - 1918–1920) és az Otepää maastik („Otepää tájképe” - 1918–1920). Nagy alakos képein is tettenérhető az expresszionizmus hatása: Pietà (1919), Kolgata („Golgota” - 1921).
Mägi új művészi stílusa kezdetén Olaszországba utazott. Ekkor hidegebb színekkel festett, mint például a Varemed Capril („Romok Caprin” - 1922–1923) című képén. Tájképei mellett virágokat és portrékat is festett. Mägi legszebb nőalakjai Art Nouveau stílusban készültek.
Születésnapján, november 1-jén adják át 1979 óta minden évben a Konrad Mädi-díjat (Konrad Mäe medal).

## Galéria

Konrad Mägi festményei
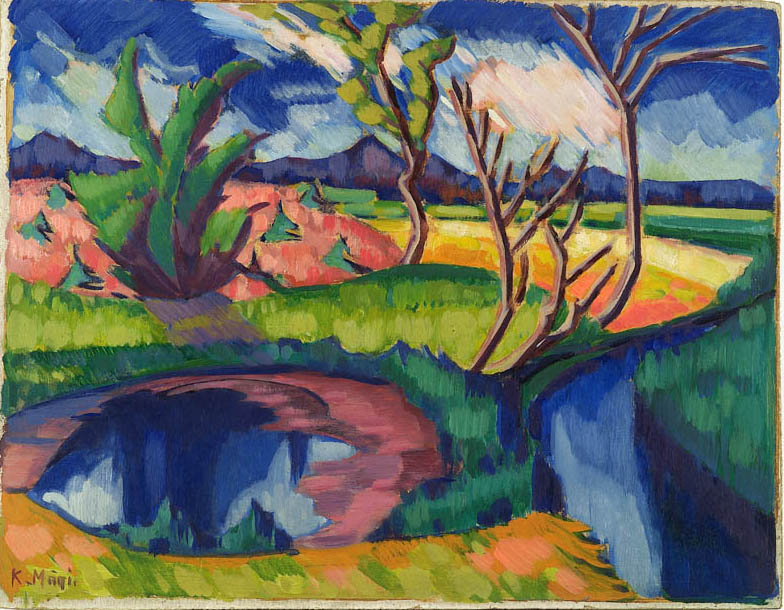
Maastik. 1920-1921. Olaj, tábla. 46,8 x 60 cm.
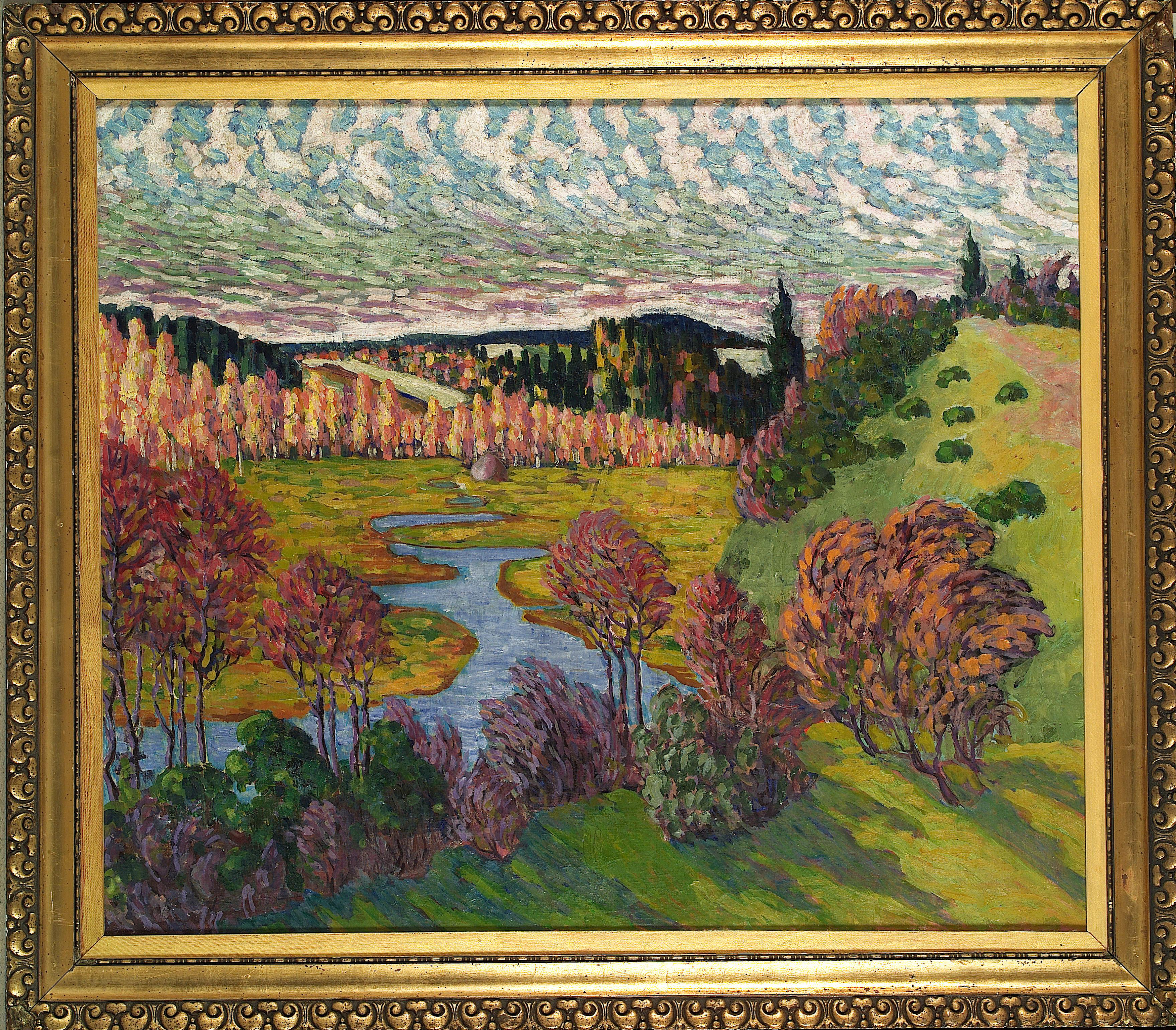
Sügismaastik. 1915-1917. Olaj, vászon. 93,8 x 111,8 cm.
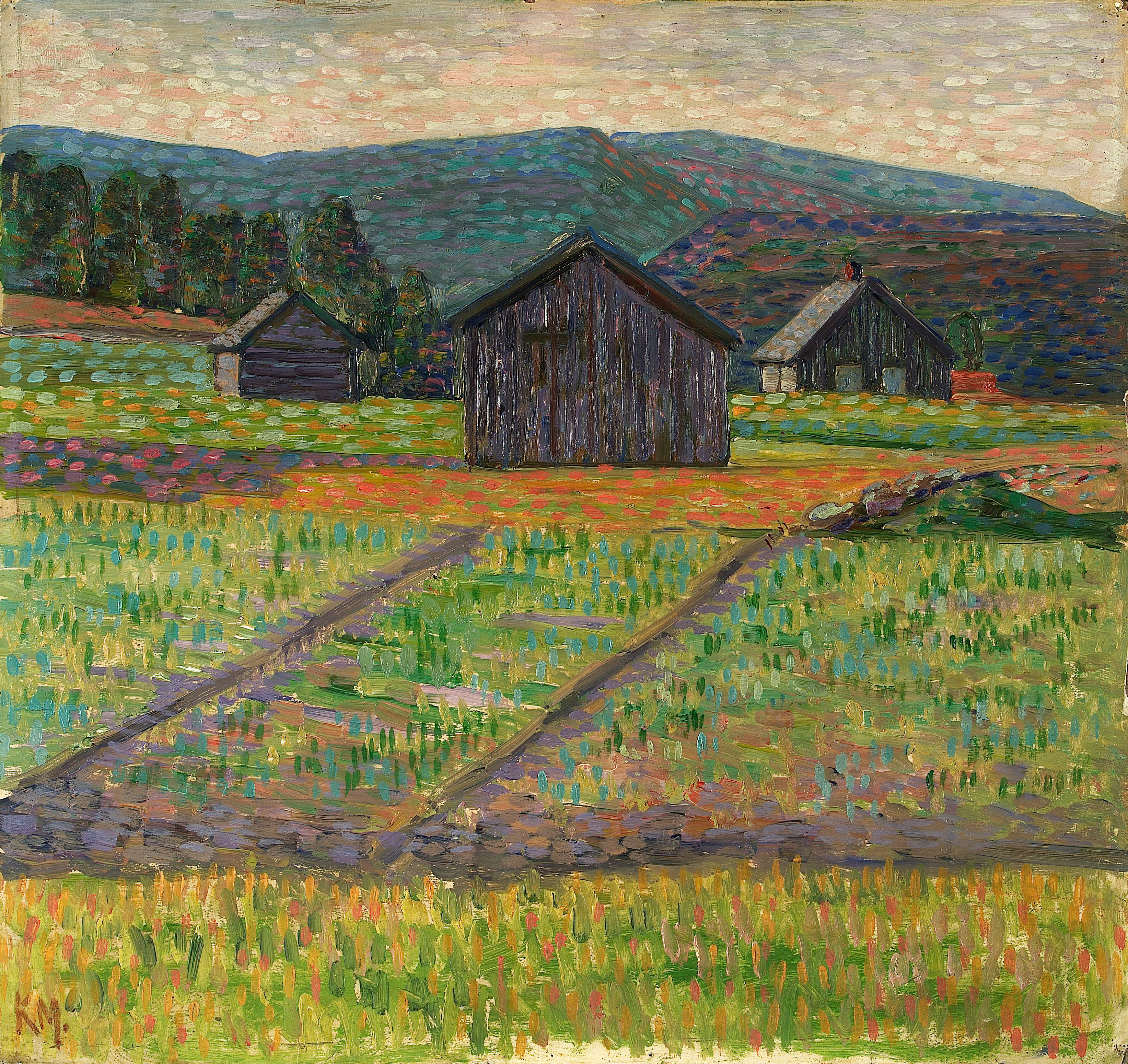
Norra maastik. 1908-1910. Olaj, papír. 48 x 51 cm.
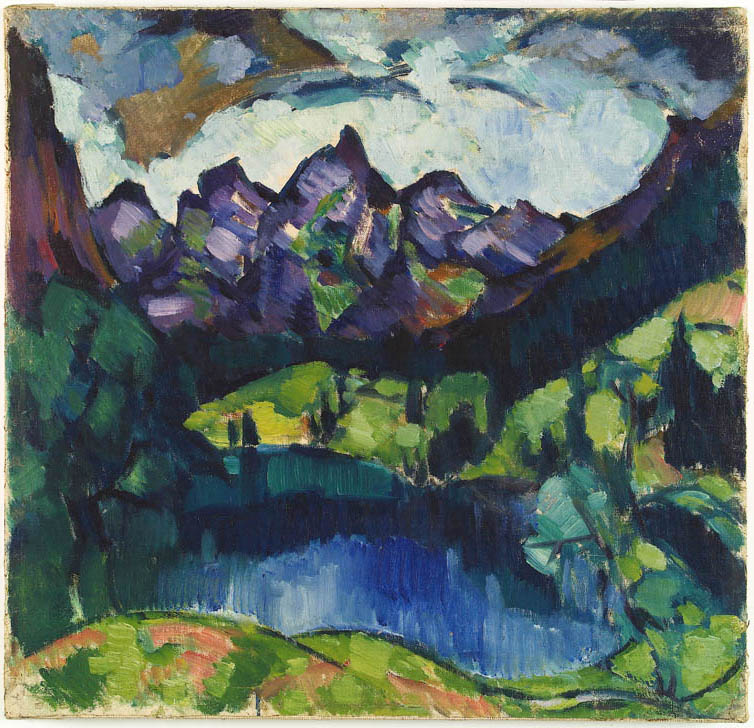
Obersdorfi maasti. 1922-1923. Olaj, vászon. 45,5 x 48
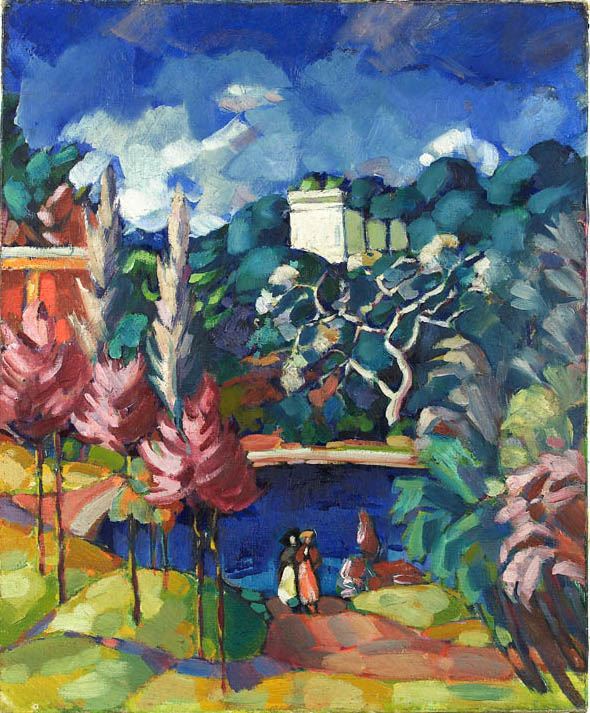
Itaalia maastik. Olja på duk. 1922-1923. 67,8 x 56 cm.
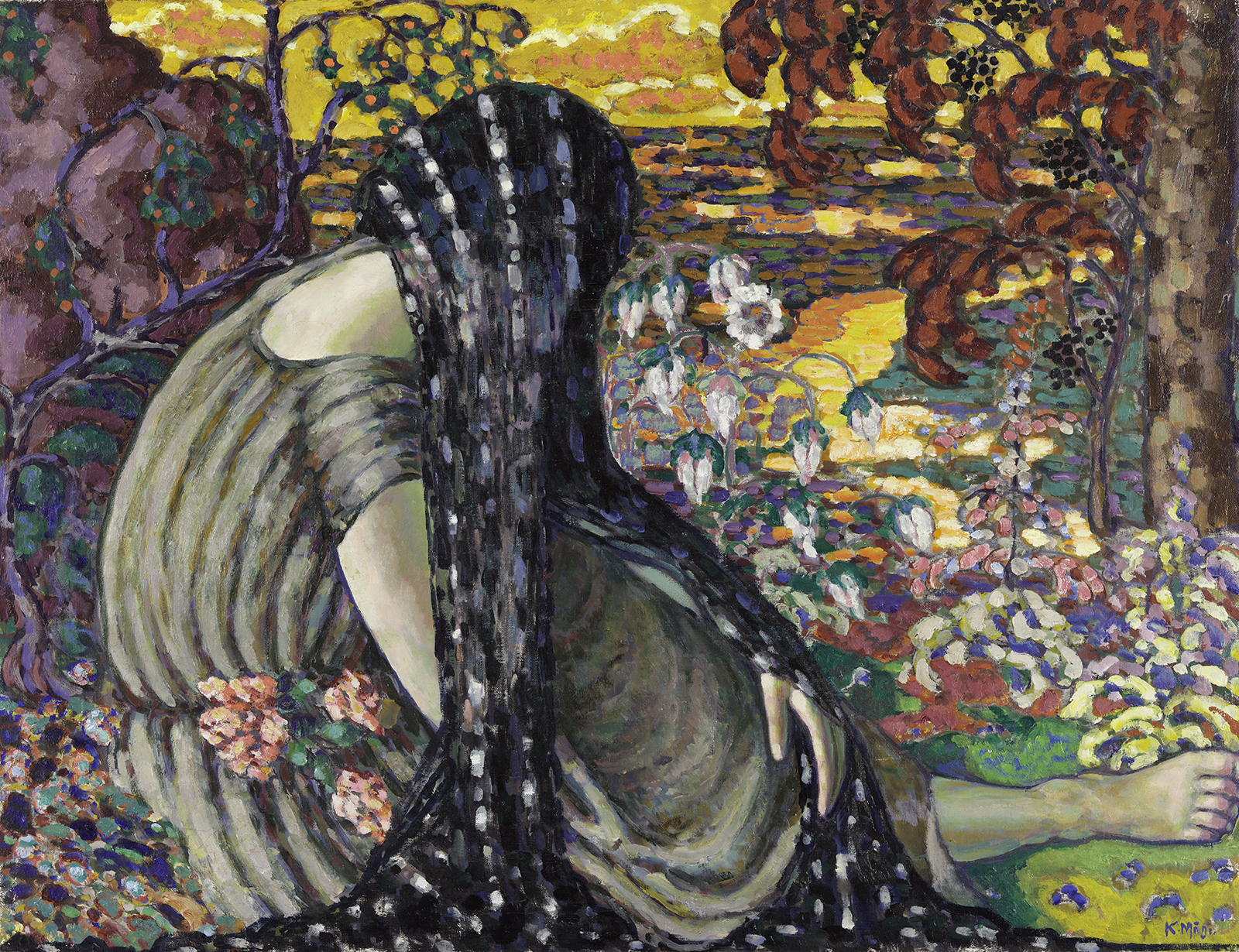
Meditatsioon (Maastik daamiga). 1915-1916. Olja på duk.
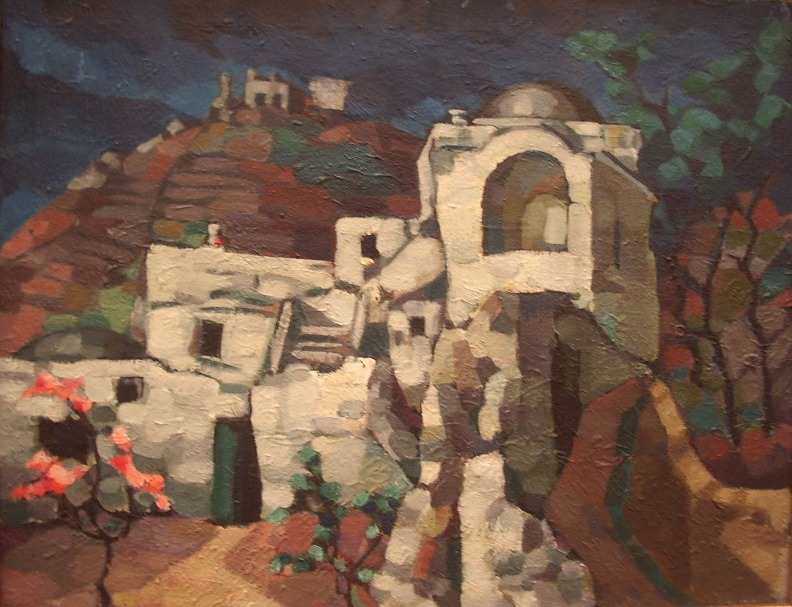
Varemed Capril. 1922-1923. Olaj.
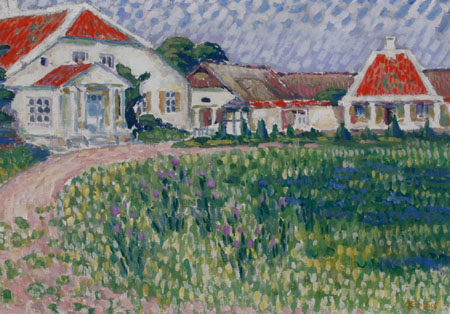
Tulpide valjak 1910 körül. Olaj, vászon. 43,5 x 61,5 cm.
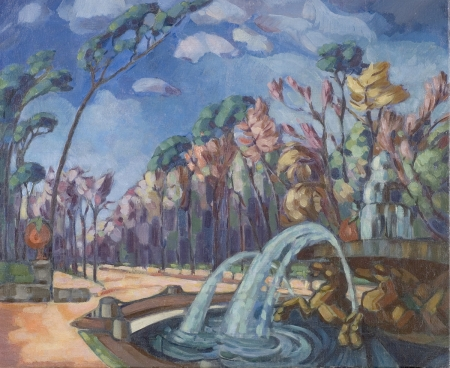
Pargimotiiv fontääniga. 1922-1923
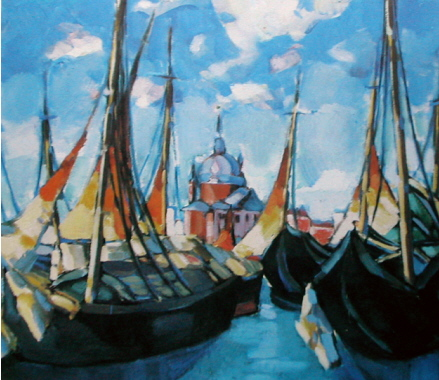
Laevad Veneetsias 1922-1923. Olaj.
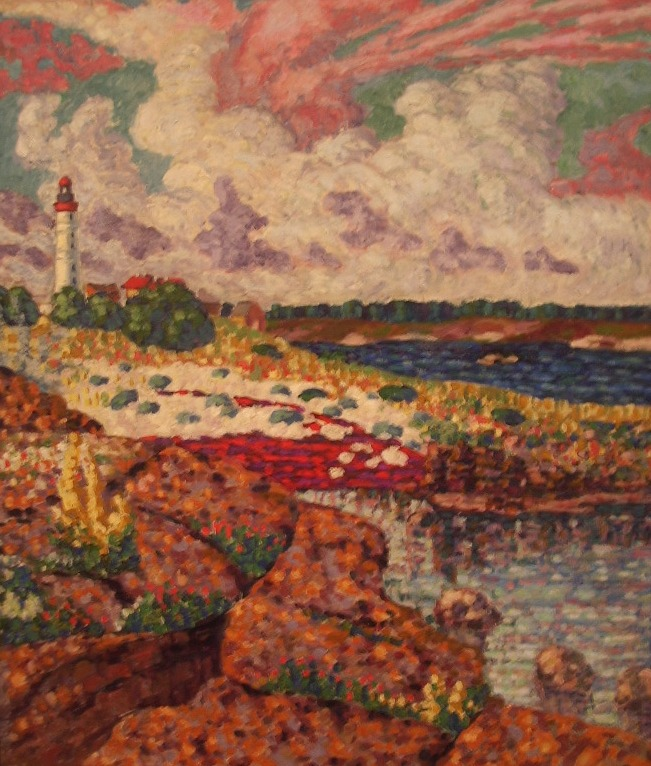
Vilsandi motiiv. 1913-1914. Olaj.
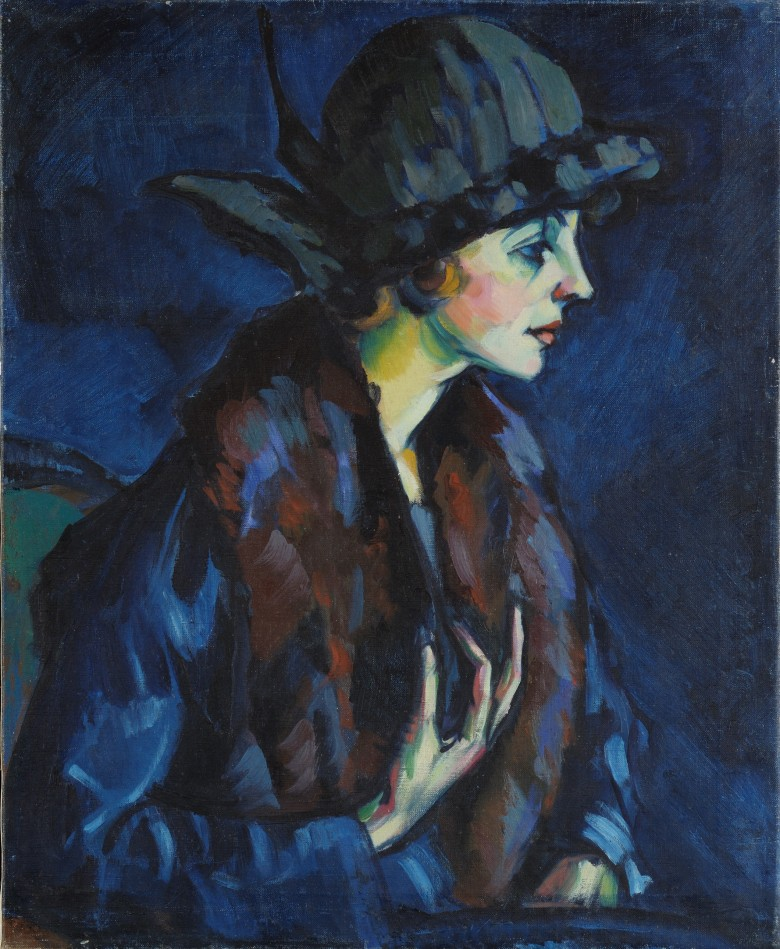
Naise portree 1918-1922. Olaj, vászon. 68 x 55 cm.
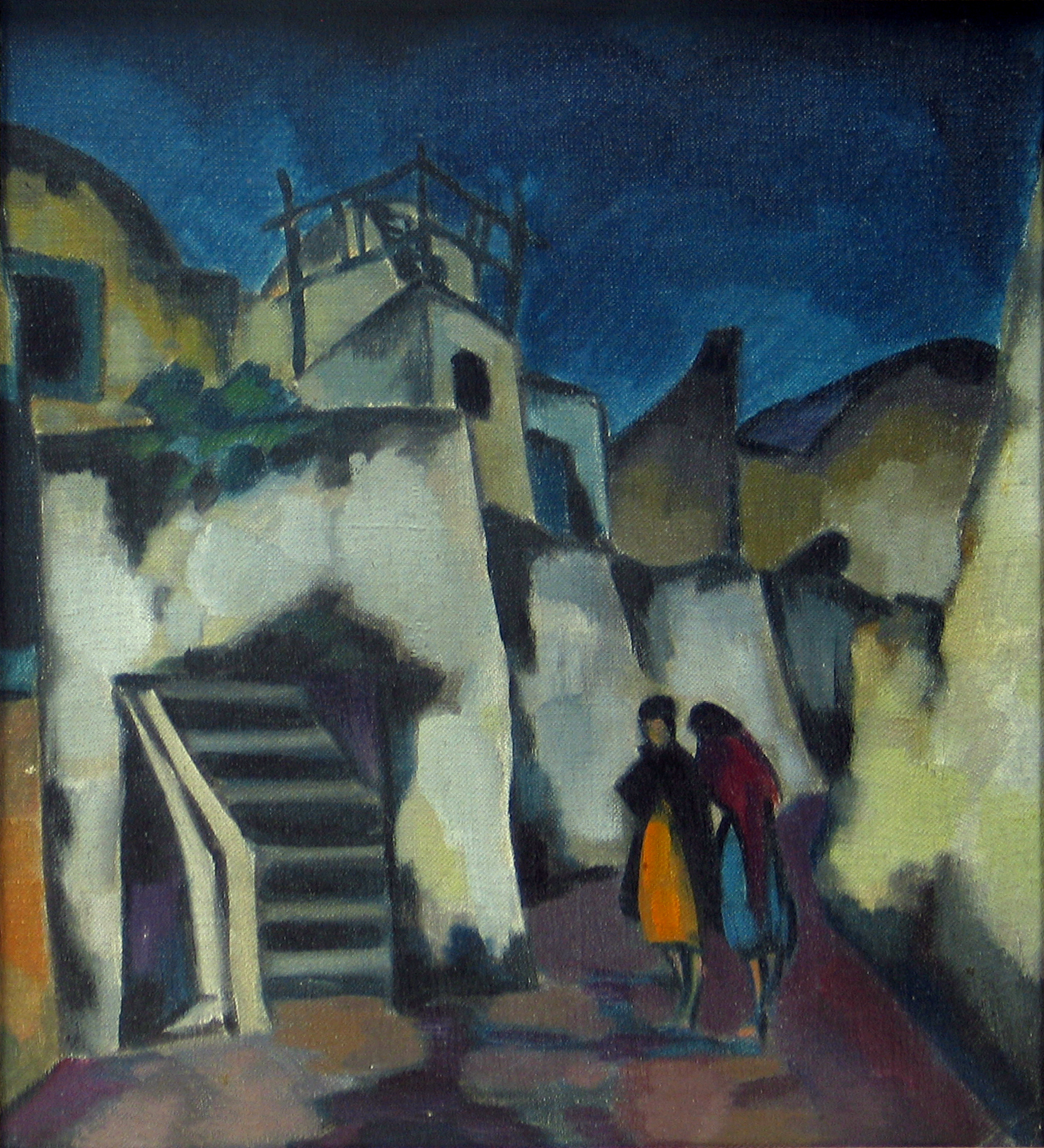
Capri tänav. 1922-1923. Olaj, vászon. 50,2 x 45,8 cm.
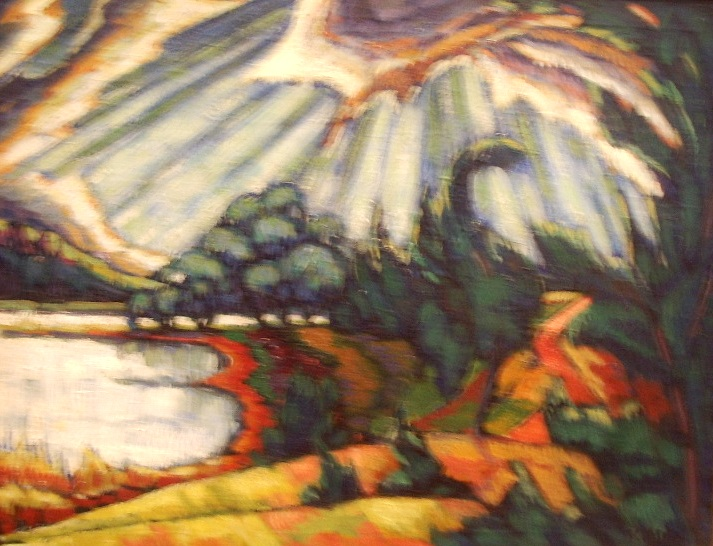
Pühajärv. 1918-1920. Olaj, vászon.
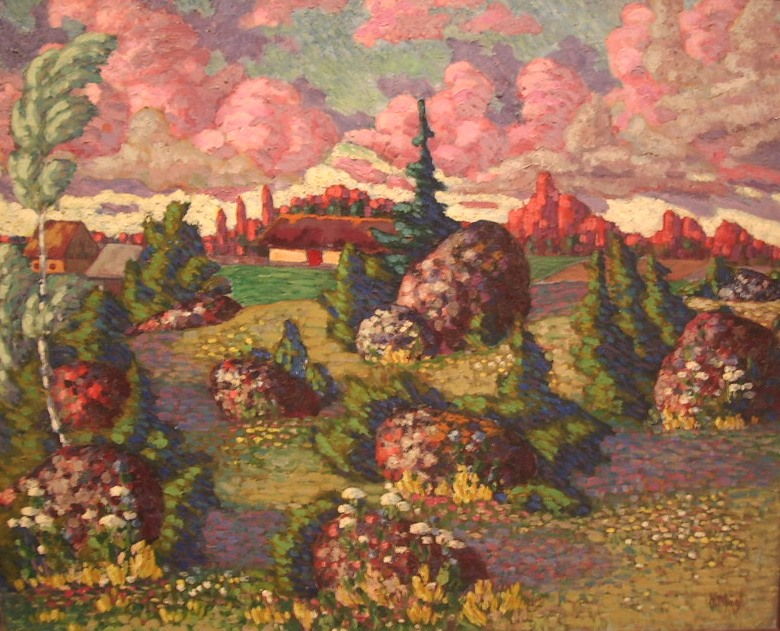
Maastik kividega. 1913-1914. Olaj.
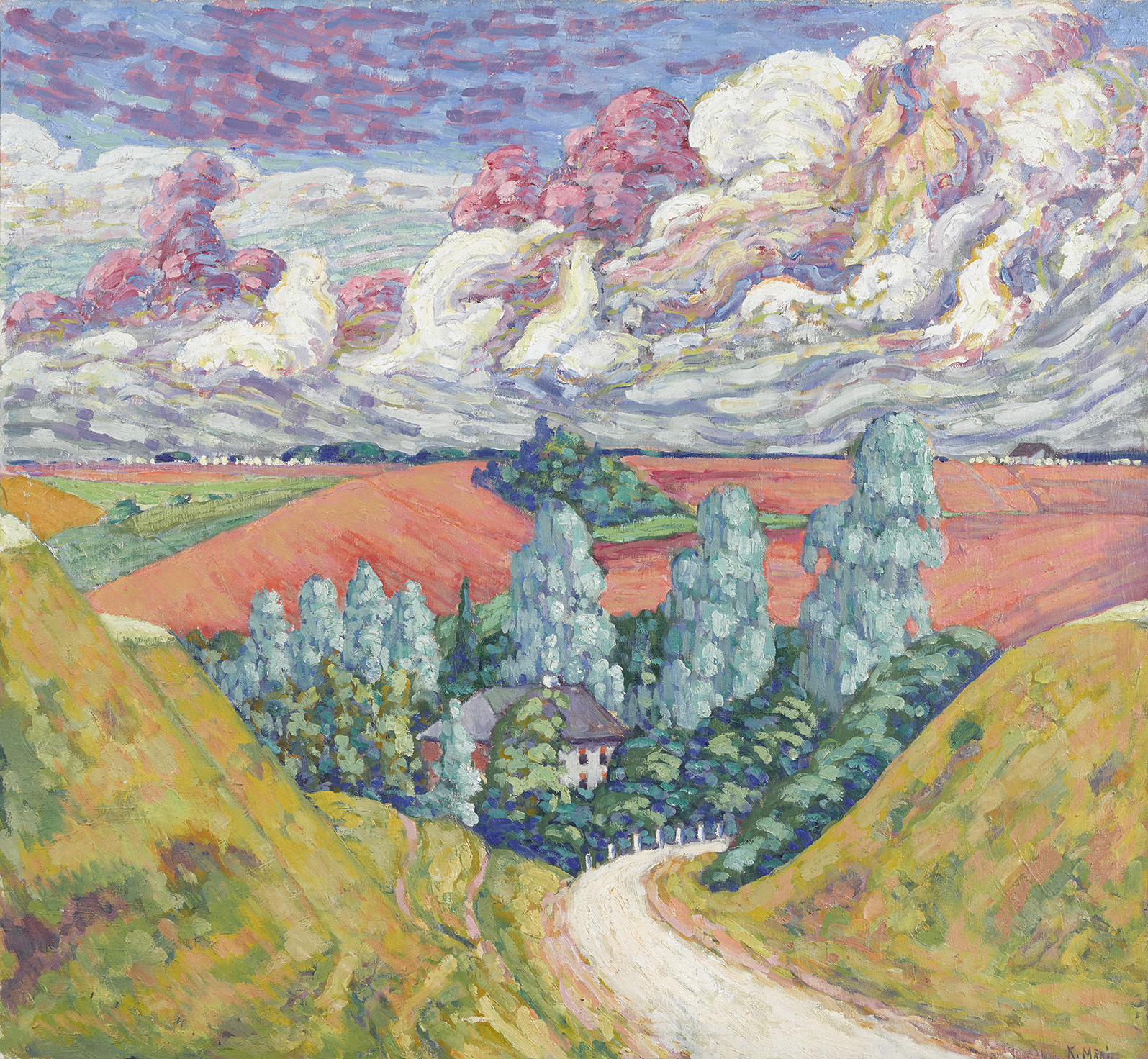
Teel Viljandist Tartusse. Olaj.